# I'm Not a Girl, Not Yet a Woman
Singles de Britney Spears
Overprotected
(2001) I Love Rock 'n' Roll
(2002)
Pistes de Britney
Lonely
(3) Boys
(5)
I'm Not a Girl, Not Yet a Woman est une chanson de l’artiste chanteuse américaine pop Britney Spears, sortie le 5 février 2002 en tant que troisième single de son troisième album studio, Britney. Le titre fait aussi partie de la bande originale de Crossroads, qui marque les débuts au cinéma de la chanteuse.

## Classements
| Charte (2002)                               | Meilleure Position |
| ------------------------------------------- | ------------------ |
| Monde                                       | 6                  |
| Argentine                                   | 4                  |
| Australie                                   | 7                  |
| Autriche                                    | 3                  |
| Belgique                                    | 22                 |
| Brésil                                      | 47                 |
| Canada                                      | 57                 |
| Canada                                      | 47                 |
| Allemagne                                   | 9                  |
| Europe                                      | 2                  |
| France                                      | 25                 |
| Finlande                                    | 16                 |
| Allemagne                                   | 10                 |
| Irlande                                     | 3                  |
| Israël                                      | 3                  |
| Italie                                      | 16                 |
| Japon                                       | 75                 |
| Japon Tokio Hot 100                         | 42                 |
| Nouvelle-Zélande                            | 40                 |
| Philippines                                 | 20                 |
| Portugal                                    | 12                 |
| Suède                                       | 4                  |
| Suisse                                      | 16                 |
| Royaume-Uni                                 | 2                  |
| États-Unis Billboard Bubbling Under Hot 100 | 2                  |
| États-Unis Billboard Adult Contemporary     | 29                 |